# Palmeria foremanii
Palmeria foremanii är en tvåhjärtbladig växtart som beskrevs av Whiffin. Palmeria foremanii ingår i släktet Palmeria och familjen Monimiaceae. Inga underarter finns listade i Catalogue of Life.